# تامست
تامست أو تأماست، بلدية تابعة لدائرة فنوغيل بولاية أدرار بالجنوب الغربي الجزائري وتضم البلدية أحد عشر قصراً أهمها لحمر وتيطاف وهي موزعة إلى كتلتين من القصور:
- كتلة لحمر: لحمر وبوعمور وبويحيا وجديد وعنطر وتامالت و تاوريرت (لمصادفة)
- كتلة تيطاف: تيطاف وأغيل وغرميانو وتماسخت وإكيس.

## أصل التسمية
تامست وتعني في الزناتية النار.

## الموقع والمساحة
يحد بلدية تامست من الشمال فنوغيل ومن الغرب تبلبالة ومن الشرق أقبلي ومن الجنوب زاوية كنتة، وتبلغ مساحة البلدية 6356 كم.

## التاريخ
يعود تعمير منطقة تامست إلى زمن قديم، قبل القرن السادس للميلاد بكثير حيث أسس سكانها الأوائل من البربر (صنهاجة) كما يدل إسمها على ذلك قصر تماسخت: خلال القرن الرابع للميلاد والذي سكنه إضافة إلى البربر عائلات تركية، قصر تاخار وقصر باعلموسة ثم قصر المنصور وهذا بواحة تيطاف بالإضافة إلى قصر تامالت وقصر أغيل وقصر إكيس.
وصنهاجة هؤلاء سكنوا تامست كما باقي أقاليم توات وهم على قول ابن خلدون: (( ... هذه الطبقة من صنهاجة هم الملثمين بالقصر وراء الرمال الصحراوية بالجنوب، أبعدوا في المجالات هناك منذ دهور قيل الفتح لا يعرف أولها، وصاروا ما بين بلاد البربر وبلاد السودان حجزا، واتخذوا اللثام حطاما، تمييزا بشعاره بين الأمم وعفوا في تلك البلاد وكثروا وتعددت قبائلهم من جدالة، فلمتونة، فنسوفة، فوتريكة، فترقا، فزعارة، ثم لمطة إخوة صنهاجة كلهم ما بين البحر المحيط إلى غدامس وكانت الرياسة فيهم للمتونة))
قدم الأخوين الحاج أحمد والحاج علي ليؤسسا قصر اولاد احمد و قصر أولاد الحاج اعلي على التوالي بمنطقة تيطاف.
بعد الهجرة الكبيرة لليهود نحو توات، تم بناء أول معبد يهودي بتمنطيط عام 517 م، بدأ توافد اليهود على منطقة تامست منذ سنة 660 م (40/39) فسكنوا قصر تماسخت مع البربر وقاموا ببناء قصبة خاصة بهم بتيطاف وذلك قرب قصر أولاد أحمد الذي أنشئ في نفس الحقبة وقصبة بغرميانو وعائلات هنا وهناك بباقي قصور المنطقة.

### في عهدالمرابطين(1056 – 1147م)

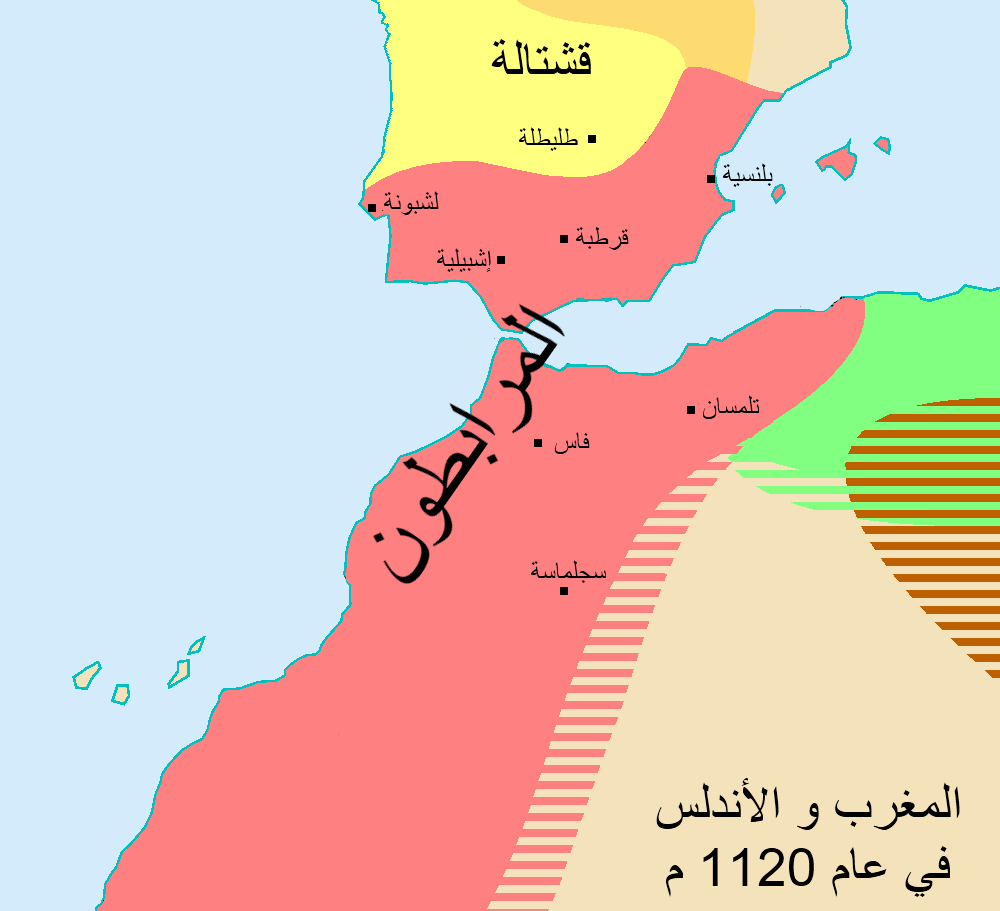
أقصى إمتداد للدولة المرابطية

قدم أولاد امعمر من تافيلالت سنة 1047 م (439/438 هـ) وتمركزوا بتردالت بتيمي ثم انتقلوا إلى تامست.
تأسس قصر سيد عمر وسكنه با يوسف، وجعل توالي إستقرار القبائل تيطاف تتكون من عدة قصور تختلف من حيث القدم وعدد السكان والأهمية التاريخية فنجد قصر أولاد لحسن و قصر أغمبري و قصر باسا
في سنة 1126 م (520 هـ) قام الشيخ إيدر بتشييد قصر أولاد ساهرة وهو آخر القصور إنشاء بتيطاف وتزوج ابنة بايوسف وبدأ أولاد بايوسف بالانتقال إلى قصر أولاد ساهرة من موطنهم القديم قصر سيد عمر، الشيخ إيدر عالم مسلم من أصول مغربية، بعد قيامه بجولة في منطقة الساحل (مالي ونيجر) وفترة أمضاها في يكو إستقر في تيطاف. كان للشيخ إيدر دور في إرساء الصلح بين القبائل، يعرف عقبه بأولاد الشيخ إيدر،

### في عهدالدولة المرينية(1244 – 1465م)

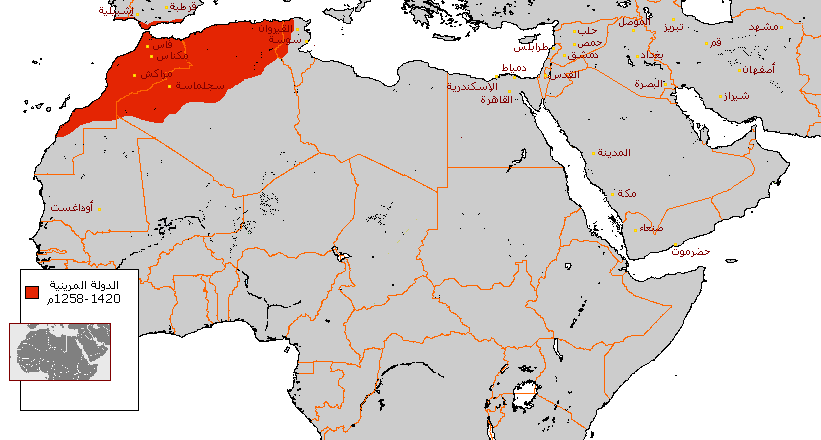
خارطة الدولة المرينية

ويعرف هذا العهد في تامست بعهد الحروب والمعارك ففي سنة 1269 م قدم الشيخ التوجي من الساقية الحمراء إلى أولاد عروسة ومنها استقر بغرميانو التي طرد منها اليهود، بعد ذلك ببضع سنين وفي عام 1281 م (680/679 هـ) بعض من الأعراب اجتاحوا تامست وزاقلو وقضوا على مكيد.
في سنة 1309م - 709 هـ يهدم قصر شباني وقصر جلاب ويحل آخر البرامكة بتوات، وفي سنة 1481م نشبت حرب بين سكان قصر تيطاف والبرامكة الذين كان استقرارهم بقصور زاوية كنتة،
بعد الحركة الثورية التي قام بها الشيخ محمد بن عبد الكريم المغيلي ضد اليهود الذين رفضوا عتابه اللفظي، غادر اليهود المنطقة في هجرة كبيرة إلى أجزاء أخرى من الجزائر والمغرب.
استقر اولاد معمر بتامست قادمين من امقيدن سنة 1502 م (908/907 هـ) .

### في عهدالسعديين(1554-1659م)

حدود الدولة السعدية

كانت منطقة تامست تابعة للدولة السعدية التي سيطرت على أغلب المغرب الأقصى والصحراء حتى تخوم السودان، ولكنها خضعت فيما بعد كما كل منطقة توات لسلطان سيدي احمد بن أبي محلي العباسي الذي ثار ضد حكم السعديين في عهد زيدان الناصر بن أحمد بعد ما بلغه عن إجلاء المسلمين عن العرائش وبيعها للعدو الكافر، ودامت إمارة ابن أبي محلي نحو من ثلاث سنين من 1610 حتى 1613م.

### فيعهد الفيلاليين(1666-1900)
هاجر الشيخ علي من تيطاف نحو قصر جنتور بقورارة حيث استقر وترك ذرية منها حفيذه الشيخ أبو زيد عبد الرحمان بن أبو إسحاق إبراهيم بن علي الجنتوري صاحب العديد من المؤلفات المخطوطة التي يعني بها حتى يومنا من قبل رجال الشريعة والمتوفى سنة 1689 م الموافق لـ (1101/1100 هـ) بجنتور حيث دفن.
في هذا العهد إستقر الشيخ سيدي مولاي التهامي وهو شريف من وزان وهو على الأرجح من أدخل الطريقة الصوفية الوازانية إلى تيطاف.

## السكان
1. أمازيغ: بكل من قصور بوعمور وبويحيا ولحمر وجديد وعنطر وتامالت وتيطاف وأغيل وغرميانو وتماسخت وإكيس.[12]
2. أولاد دليم: وهم من العرب ويسكنون قصر بوعمور.
3. أولاد امحمد بنَ اعْمر بن الوافي الكنتيون : ويسكنون قصر جديد.
4. لمصادفة أولاد الوافي الكنتيون : ويسكنون قصر تاوريرت لمصادفة وهم وبنوا عمومتهم في الجديد والرقاقدة في زاوية كنتة من ذرية عقبة بن نافع الفهري فاتح إفريقيا وقبيلة كنتة منتشرة في إفريقيا بشكل واسع لأن أجدادهم كانوا دعاة متنقلين ينشرون الإسلام ويحاربون الجهل والأمية ينظر كتابكتاب الطرائف والتلائد الشيخ سيدي محمد الخليفة، وكتاب كنتة الشرقيون بول مارتي وكتاب ديوان الصحراء للدكتور يحيى سيداحمد، وكتاب الزوايا الكنتية أعلاما وجغرافية للباحث المؤرخ أبا احمد دمة .
5. أولاد ساهرة: ويسكنون قصر تيطاف.
6. أولاد عمار: ويسكنون قصر تيطاف.
7. أولاد لحسن: ويسكنون قصر تيطاف.
8. أولاد إيدر: وهم مرابطون من ذرية سيدي الشيخ إيدر ويسكنون قصر تيطاف.[7][8]
9. الطيبيون: وهم أشراف منهم الوزاني بقصر زاوية سيدي عبد القادر ومنهم في قصر تيطاف فرع وهو عائلة مولاي التهامي صاحب الروضة والزيارة السنوية المشهور.[13]
10. المرابطون أولاد بوتدارة: وهم ذرية سيدي أحمد بوتدارة بن العباسي ويسكنون قصر إكيس.

## اللغة
كان أغلب سكان منطقة تامست يتكلمون الزناتية وقد تعرب أغلب سكانها بفعل الهجرات العربية المتتالية للمنطقة ولكن بعض القصور استمر في استعمال الزناتية مثل تيطاف وذلك حتى حدود سنة 1985، والذي يعد أهم القصور التي أنشأها البربر بالمنطقة. يتكلم سكان هذه المنطقة اليوم العربية قسم بالأصالة وقسم تعرب.

## المعالم الأثرية والسياحية
قصر الشيخ المصطفى الكنتي وبه ضريحه بني هذا القصر المعلم في أوائل القرن الحادي عشر الهجري ويقع شمال قصر إكيس ويطل على واحات النخيل التي تقع شرقيه

## الأعلام

جانب من الفلكلور بمناسبة زيارة مولاي التهامي

ختمة القرآن بمناسبة زيارة مولاي التهامي

1. سيدي مولاي الحسان: هو أحد أعلام قصر لحمر وأوليائه، وتقام له زيارة سنوية .[12]
2. سي المختار: هو أحد أعلام قصر جديد وأوليائه وله قبة معلومة.[12]
3. الشيخ سيدي إبراهيم: هو أحد أعلام قصر عنطر وأوليائه، وتقام له زيارة سنوية.[12]
4. الشيخ سيدي مولاي التهامي: هو شريف من وزان وهو على الأرجح من أدخل الطريقة الصوفية الوازانية إلى تيطاف، له ضريح بالمقبرة التي تحمل إسمه وتقام له زيارة سنوية يوم 23 أفريل.[12]
5. الشيخ سيدي يحيى بن ايدر: عالم مسلم جزائري من أصول مغربية، بعد قيامه بجولة في منطقة الساحل عاد ليستقر بتيطاف حيث عمل على توحيد القبائل، يعرف عقبه بأولاد الشيخ إيدر، وتقام له زيارة سنوية بتيطاف في 19 ربيع الأول (أسبوع المولد النبوي).[12]
6. الشيخ أبو زيد عبد الرحمان بن أبو إسحاق إبراهيم بن علي الجنتوري: أصله من تيطاف، إستقر جده بجنتور ناحية قورارة. ترك العديد من المؤلفات المخطوطة التي يعني بها حتى يومنا من قبل رجال الشريعة. توفي بتاريخ 1689 م الموافق لـ (1101/1100 هـ) بجنتور حيث دفن.[11]
7. الشيخ سيدي الحاج عبد الرؤوف: هو أحد أعلام قصر تيطاف وأوليائه، وتقام له زيارة سنوية.[12]
8. الشيخ سيدي جدنا علي: هو أحد أعلام قصر تيطاف وأوليائه، وتقام له زيارة سنوية.[12]
9. الشيخ سيدي بلال: هو أحد أعلام قصر تيطاف وأوليائه، وتقام له زيارة سنوية.[12]
10. الشيخ سيدي بلال البركة: هو أحد أعلام قصر أغيل وأوليائه، وتقام له زيارة سنوية.[12]
11. سيدي الحاج أبختي: هو أحد أعلام قصر غرميانو وأوليائه، وتقام له زيارة سنوية.[12]
12. سيدي مولاي عبد الواحد البريشي: هو أحد أعلام قصر غرميانو وأوليائه، وتقام له زيارة سنوية.[12]
13. سيدي أحمد بن يوسف الملياني: تقام له زيارة سنوية بتماسخت في 16 مايو.[12]
14. سيدي أحمد بوتدارة بن العباسي: هو أحد أعلام قصر إكيس وأوليائه، وتقام له زيارة سنوية.[12]
15. الشيخ المصطفى بن سيدي المختار بن الوافي الكنتي : وهو جد لمصادفة سكان قصر تاوريرت وضريحه بقصره الكائن قرب إكيس وقد ذكره الشيخ سيدي محمد الخليفة في توسليته

حسب الضعيف إذا ما ضيم مولاه
حسب الفقير غنى من ليس إلا هو
إلى أن قال:
والمصطفى عنه لا تصدف فإن له
سرا فلله ما أسمىٰ وأسنـــــاه
وإن ترخم أبا بكر ظفرت به 
عونا وأمنا لمن بالوتر وافاه
وبابنه الأزهر المحجوب من رفعت
عن سره الحجب ما ترجوه تلقاه
توسل به وبابنه أبي بكر وحفيده سيدي المحجوب .